# Weischütz
Weischütz ist ein Ortsteil von Freyburg (Unstrut) im Burgenlandkreis in Sachsen-Anhalt.

## Geografie
Weischütz liegt am linken Ufer der Unstrut im Naturpark Saale-Unstrut-Triasland zwischen Laucha an der Unstrut und Freyburg an der Unstrut.

## Geschichte
Die auf der Ortsflur von Weischütz gefundene Stielspitze aus Feuerstein aus der Zeit des Übergangs von der Alt- zur Mittelsteinzeit sowie die mehrfach entdeckte Schnurkeramik weisen auf eine frühe Besiedlung der flachen Lößunterhänge im unteren Unstruttal hin. Bereits um 840 tritt südlich des Dorfes der Ortsname Fizendorpf auf, eine spätere Wüstung. Weischütz hingegen wird urkundlich erstmals am 26. Juli 1268 als Wischicz erwähnt. Der Ortsname ist vermutlich eine Ableitung des slawischen Wortes für Ausbau (vysěč).
Die Ortsform gleicht dem eines typischen Sackgassendorfes, an dessen Südostrand die Kirche errichtet wurde, deren älteste Glocke aus dem Jahr 1325 stammt. Das Kirchenschiff hingegen wurde 1804 umgebaut und die Inneneinrichtung in der ersten Hälfte des 19. Jahrhunderts erneuert.

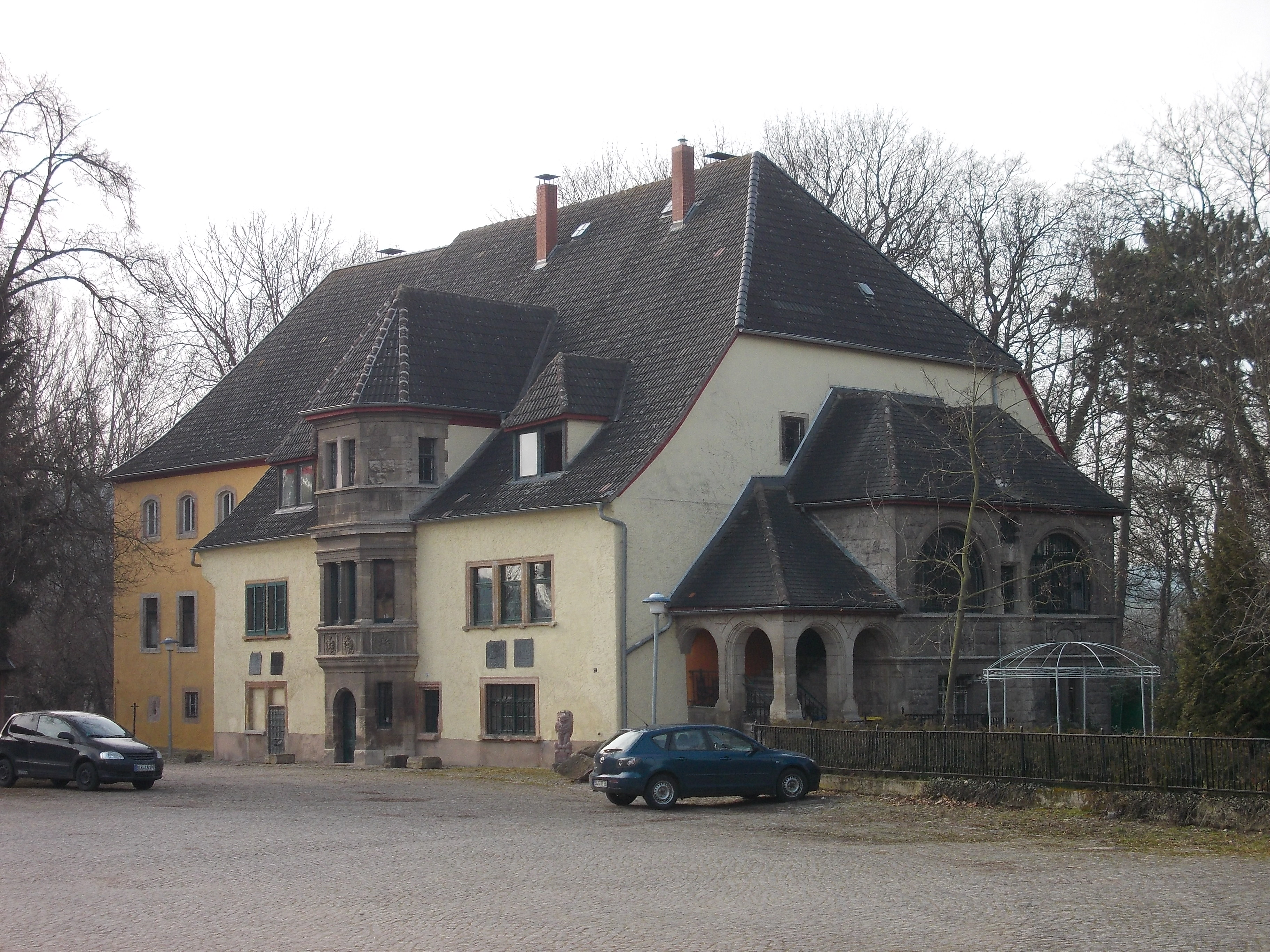
Herrenhaus des Gutes

Neben der Kirche war das Rittergut Weischütz der Mittelpunkt des Ortes. Die Geschichte der Gutsbesitzer lässt sich bis in das 14. Jahrhundert zurückverfolgen. Am historisierenden Erker des Rittergutes befinden sich vier Wappenmedaillons der Vorbesitzerfamilien, und seitlich am Haus die Allianzwappen der Familien von Thüna und von Wiehe.
Nachdem das Gut 1945 mit seinem 213 Hektar umfassenden Grundbesitz durch die Bodenreform enteignet wurde, entstanden östlich der Kirche mehrere Neubauernhöfe.
Verwaltungstechnisch gehörte Weischütz bis 1815 zum sächsischen Amt Freyburg und gelangte dann an den Regierungsbezirk Merseburg der preußischen Provinz Sachsen. Während der DDR-Zeit lag der Ort im Kreis Nebra.
Die vormals eigenständige Gemeinde wurde am 1. Juli 2009 nach Freyburg (Unstrut) eingemeindet. Letzte ehrenamtliche Bürgermeisterin war die am 6. Mai 2001 gewählte Sabine Krämer.

## Sehenswürdigkeiten

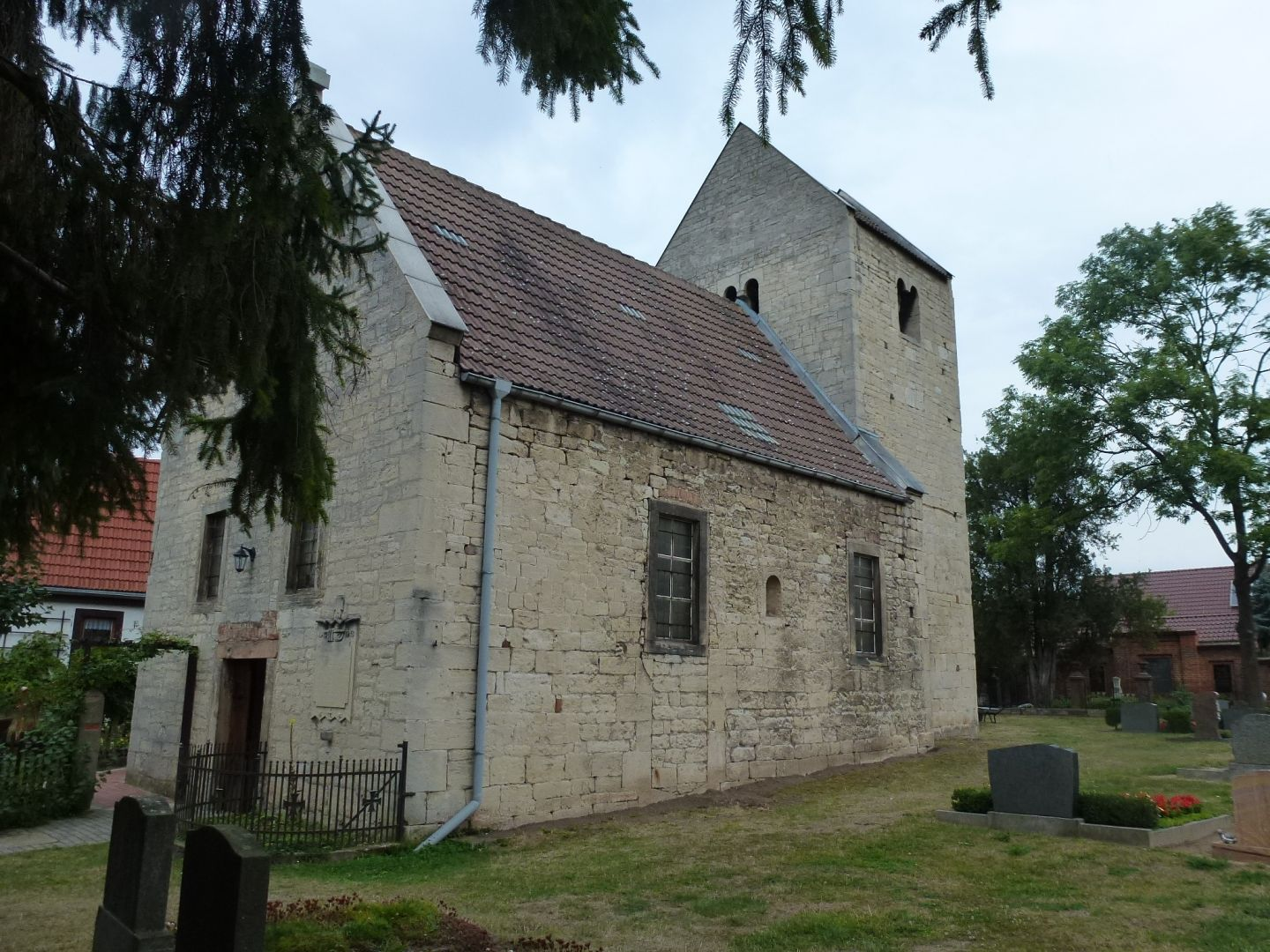
Kirche

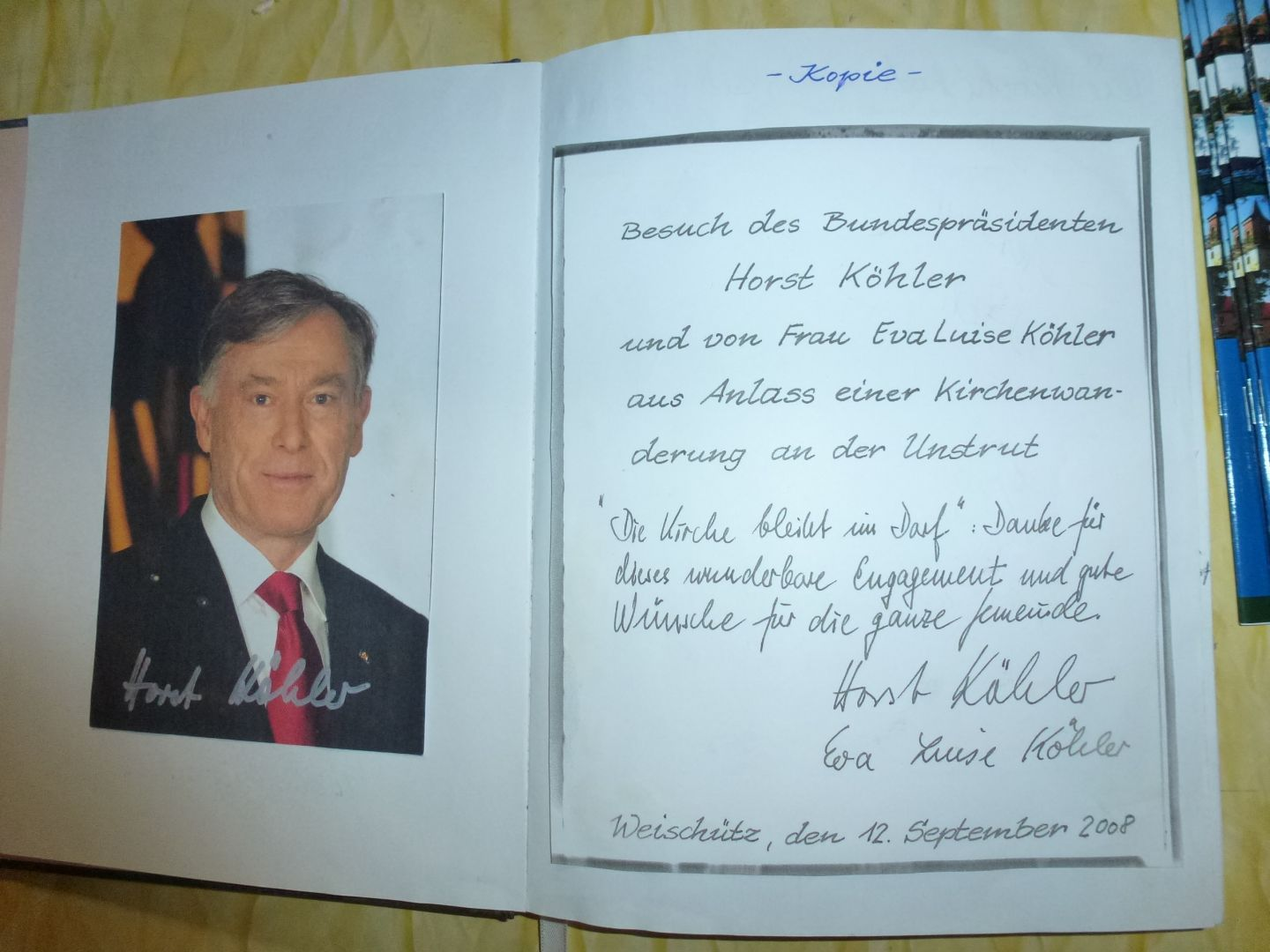
Eintrag des Bundespräsidenten Köhler im Gästebuch der Kirche

### Kirche
Die romanische Kirche wurde um 1200 erbaut. Eine exakte Datierung liegt nicht vor. Auf Wirken des zur damaligen Zeit in Freyburg amtierenden Superintendent Polycarpus Keil erfolgte 1804 eine grundlegende Renovierung des Innenraumes. Im Zuge von Rekonstruktionsarbeiten im Jahre 1981 erhielten Kirchenschiff und Turm ein neues Dach. Gleichzeitig wurde der Westgiebel des Turmes abgetragen und neu gemauert. Am 31. Dezember 1981 wurde das neue Kreuz auf das Kirchenschiff aufgesetzt. 1991 erfolgte schließlich der Innenausbau in der heutigen Form.
Die Gemeinde wird seit 1916 vom Evangelischen Pfarramt Laucha betreut. Die Glocken wurden 1917 zu Kriegszwecken beschlagnahmt (vgl. Glockenfriedhof). Weischütz besaß damals ein Geläut aus drei Bronzeglocken und einer kleinen Schulglocke. Die beiden jüngeren Glocken (1832, 1862) mussten als Metallspende abgeliefert werden. Die jetzigen Stahlglocken wurden 1928 von Schilling und Lättermann in Apolda gegossen. Die kleinste Glocke (1325) des historischen Geläutes überlebte wegen ihres Altertumswertes beide Weltkriege. Der damalige Bundespräsident Horst Köhler besuchte mit seiner Gattin im Jahr 2008 die Kirche.

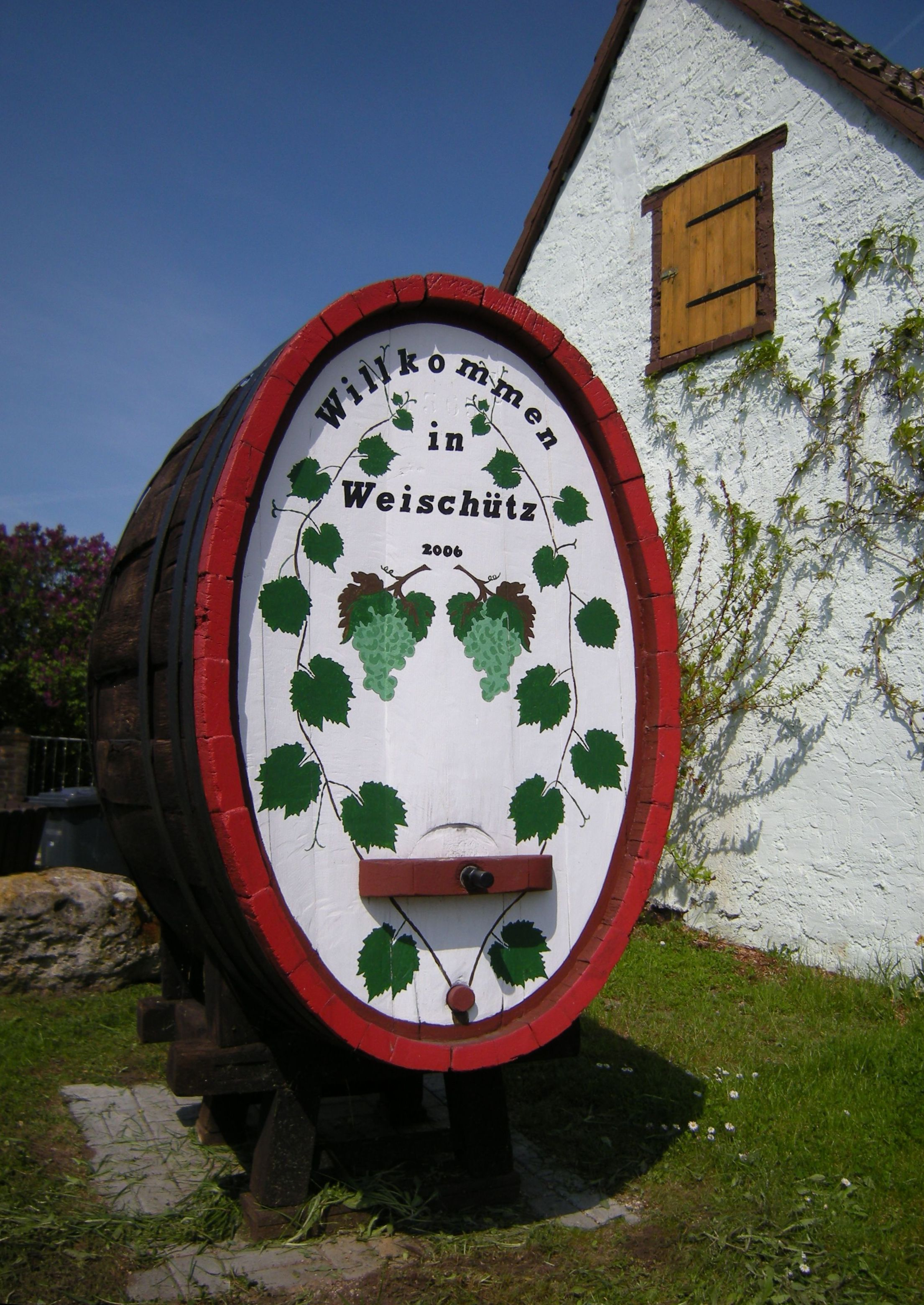
Weingut

### Weitere Sehenswürdigkeiten
- Rittergut Weischütz
- Unstrut-Radweg, er führt auf einer Fußgängerbrücke über den Fluss
- Weingut mit Straußwirtschaft

## Verkehr
- Südlich des Dorfes verläuft die Bundesstraße 176 von Freyburg (Unstrut) nach Sömmerda.